# Rentenbezugsmitteilung
Die Rentenbezugsmitteilung ist die in Deutschland seit 2005 gemäß § 22a EStG gesetzlich vorgeschriebene Übermittlung von Rentendaten an die Finanzverwaltung. Zuständig ist die Zentrale Zulagenstelle für Altersvermögen (ZfA) unter Fachaufsicht des Bundeszentralamtes für Steuern (§ 5 FVG). Mitteilungspflichtig sind die Träger der gesetzlichen Rentenversicherung, der Gesamtverband der landwirtschaftlichen Alterskassen, die berufsständischen Versorgungseinrichtungen, die Pensionskassen, die Pensionsfonds, die Versicherungsunternehmen, die Anbieter von Riester-Produkten und die Anbieter von Basisrenten. Inhalte der Mitteilung sind unter anderem Angaben zur Person des Rentenempfängers einschließlich der Steuer-Identifikationsnummer, der Rentenbetrag, die Abzugsbeträge für Kranken- und Pflegeversicherung und der Zeitraum, in dem Renten bezogen wurden. Zweck der Rentenbezugsmitteilung ist es, die Rentenbesteuerung sicherzustellen.
Die mitteilungspflichtige Stelle hat die Daten jahresweise bis Ende Februar des Folgejahres direkt und elektronisch an die Finanzverwaltung zu übertragen und den Rentenempfänger darüber zu informieren, welche Daten weitergegeben wurden (§ 93c AO). 
Bescheinigungen des Rententrägers, die nicht an die Finanzverwaltung direkt übermittelt werden, sondern der Information der Rentner dienen, werden ebenfalls als Rentenbezugsmitteilung oder auch als Rentenbezugsbescheinigung bezeichnet. Die gesetzliche Rentenversicherung versendet diese Bescheinigung auf Anforderung.